# Ficha de trabajo
La ficha de trabajo es una forma de organización usada para emplear de manera práctica la información documental usada en los trabajos de investigación de cualquier tipo. 
Se utiliza para recopilar, resumir o anotar los contenidos de las fuentes o datos utilizados en la investigación. Las fichas facilitan la realización de monografías, informes o publicaciones, pues si han sido confeccionadas correctamente hacen innecesarias consultas adicionales a las fuentes. Tradicionalmente las fichas de trabajo eran cartulinas rectangulares, pero con el desarrollo de la informática y los medios de almacenamiento de datos electrónicos  han pasado a usarse las bases de datos para archivar este tipo de información  útil.

## Datos de las fichas de trabajo
Los datos principales de la ficha de trabajo 
- El autor.
- El título.
- Número de página o páginas donde aparece la información.
- El sujeto o tema.
- Fecha en que se publicó.
- Datos adicionales de la publicación (volumen, editorial, etc.).

Se suelen también incluir ciertos datos complementarios, como por ejemplo:
- La fecha en que se recogió el dato.
- El motivo de reunir la información
- La fecha de publicación
- Donde se produjo o cuando fue producido